# Consórcio de empresas
O consórcio de empresas consiste na associação de companhias ou qualquer outra sociedade, sob o mesmo controle ou não, que não perderão sua personalidade jurídica, para obter finalidade comum ou determinado empreendimento, geralmente de grande vulto ou de custo muito elevado, exigindo para sua execução conhecimento técnico especializado e instrumental técnico de alto padrão. Há ainda a recente legislação sobre consórcios públicos, que traz grandes diferenças em relação aos consórcios privados. A legislação aplicada é a de finanças públicas, por exemplo.

## Brasil
No Brasil, os consórcios de empresas são regulados pela Lei No 6.404, de 15 de Dezembro de 1976.

### Proibição para a formação de consórcios
O artigo 278 da Lei nº 6.404/76 estabelece que as companhias e quaisquer outras sociedades, sob o mesmo controle ou não, podem constituir consórcio para executar determinado empreendimento.
No entanto, fica proibida a formação de consórcio de empresas no caso de restringir a liberdade de comércio, tendo por objetivo a dominação do mercado, a eliminação da concorrência, ou o monopólio na obtenção de elevação de preço, perante a ilegalidade de tais finalidades (Lei nº 8.884/94).

### Personalidade jurídica e responsabilidade tributária
Está estabelecido nos §§ 1º e 2º do art. 278 da Lei nº 6.404/76 que o consórcio não tem personalidade jurídica, e as consorciadas somente se obrigam nas condições previstas no respectivo contrato, respondendo cada uma por suas obrigações, sem presunção de solidariedade.
A falência de uma consorciada não se estende às demais, subsistindo o consórcio com as outras contratantes; os créditos que por ventura tiver a falida serão apurados e pagos na forma prevista no contrato de consórcio.

### Inscrição no CNPJ
São obrigados a inscrever-se no CNPJ os consórcios constituídos na forma dos artigos 278 e 279 da Lei nº 6.404/76, conforme art. 11, III, da IN SRF 748 /2007.

### Formalidades do contrato
De acordo com o artigo 279 da Lei nº 6.404/76, o consórcio será constituído mediante contrato aprovado pelo órgão da sociedade competente para autorizar a alienação de bens do ativo permanente do qual constarão:
- I - a designação do consórcio, se houver;
- II - o empreendimento que constitua o objeto do consórcio;
- III - a duração, endereço e foro;
- IV - a definição das obrigações e responsabilidades de cada sociedade consorciada, e das prestações específicas;
- V - normas sobre o recebimento de receitas e partilha de resultados;
- VI - normas sobre administração do consórcio, contabilização, representação das sociedades consorciadas e taxa de administração, se houver;
- VII - forma de deliberação sobre assuntos de interesse comum, com o número de votos que cabe a cada consorciado;
- VIII - contribuição de cada consorciado para as despesas comuns, se houver.

### Aprovação do contrato de consórcio
São competentes para aprovação do contrato de consórcio (IN DNRC nº 74/98):
- I - nas sociedades anônimas:
  - a) o Conselho de Administração, quando houver, salvo disposição estatutária em contrário;
  - b) a assembleia geral, quando inexistir o Conselho de Administração;
- II - nas sociedades contratuais:
  - os sócios, por deliberação majoritária;
- III - nas sociedades em comandita por ações:
  - a assembleia geral.

### Arquivamento no registro de comércio
O contrato de consórcio, suas alterações e extinção serão arquivados na Junta Comercial do lugar da sua sede, devendo ser apresentada a seguinte documentação (IN DNRC nº 74/98):
- I - Capa de Processo/Requerimento;
- II - contrato, alteração ou distrato do consórcio, no mínimo, em três vias, sendo pelo menos uma original;
- III - decreto de autorização do Presidente da República, no caso de consórcio de mineração;
- IV - comprovante de pagamento do preço do serviço:
  - O recolhimento estadual.

O contrato do consórcio, suas alterações e extinção serão arquivados em prontuário próprio.

### Contabilidade
A contabilidade do consórcio pode ser mantida em apartado, mas, ao final, vai integrar a contabilidade de cada uma das organizações consorciadas no que disser respeito à sua participação no contrato de consórcio. A falência ou insolvência de alguma das consorciadas não se estende às outra, mantendo-se o consórcio.

### Tributário
Como não tem personalidade jurídica, o consórcio não recolhe tributos como ICMS, IPI, ISS, PIS, COFINS, IR. Quem o faz são as consorciadas, na razão de suas atividades e arrecadações, quando atuam pelo consórcio. Os impostos recolhidos na fonte serão objeto de contabilidade posterior de cada organização que o compuser, na forma que estiver descrito no contrato, compensando-se posteriormente por rateio entre as consorciadas. Por não ter personalidade jurídica, o consórcio não fatura, não apura lucro, não contrata e, portanto, não pode ser contribuinte de impostos.
Na hipótese do consórcio efetuar faturamento, não se tratará mais de consórcio, mas de nova empresa, sujeita, daí, as regras próprias e independentes de contabilização e tributação, como autônoma que é.

### Declaração de rendimentos
Não apresentam declaração de rendimentos, ainda que se encontrem inscritas no Cadastro Nacional da Pessoa Jurídica – CNPJ por exigência legal ou que tenham seus atos constitutivos registrados em Cartório ou Juntas Comerciais os consórcios constituídos na forma dos arts. 278 e 279 da Lei nº 6.404/76 (Majur/2002, item 2.3 a).

### Fornecimento de bens e serviços a órgãos públicos
No caso de pagamento a consórcio constituído para o fornecimento de bens e serviços, inclusive a execução de obras e serviços de engenharia, a retenção deverá ser efetuada em nome de cada empresa participante do consórcio, tendo por base o valor constante da correspondente nota fiscal de emissão de cada uma das pessoas jurídicas consorciadas.
A empresa administradora deverá apresentar à unidade pagadora os documentos de cobrança, acompanhados das respectivas notas fiscais, correspondentes aos valores dos fornecimentos de bens ou serviços de cada empresa participante do consórcio.
Base: art. 13 da Instrução Normativa Conjunta SRF/STN/SFC 23/2001
"Revoga a Instrução Normativa SRF/STN/SFC nº 23, de 2 de março de 2001, que dispõe sobre a retenção de tributos e contribuições nos pagamentos efetuados a pessoas jurídicas por órgãos, autarquias e fundações da administração pública Federal."